# Lijst van nummer 1-hits in Duitsland in 1972
Deze hits stonden in 1972 op nummer 1 in de Der Musikmarkt, de bekendste hitlijst in Duitsland.
| Datum        | Artiest            | Titel                                            |
| ------------ | ------------------ | ------------------------------------------------ |
| 7 januari    | Pop-Tops           | Mamy Blue                                        |
| 14 januari   | Tony Christie      | (Is This the Way to) Amarillo                    |
| 21 januari   | Daisy Door         | Du lebst in deiner Welt (Highlights of My Dream) |
| 28 januari   | Daisy Door         | Du lebst in deiner Welt (Highlights of My Dream) |
| 4 februari   | Daisy Door         | Du lebst in deiner Welt (Highlights of My Dream) |
| 11 februari  | Daisy Door         | Du lebst in deiner Welt (Highlights of My Dream) |
| 18 februari  | Middle of the Road | Sacramento (A Wonderful Town)                    |
| 25 februari  | Middle of the Road | Sacramento (A Wonderful Town)                    |
| 3 maart      | Tony Marshall      | Komm gib mir deine Hand                          |
| 10 maart     | Middle of the Road | Sacramento (A Wonderful Town)                    |
| 17 maart     | Tony Marshall      | Komm gib mir deine Hand                          |
| 24 maart     | Die Windows        | How Do You Do                                    |
| 31 maart     | Die Windows        | How Do You Do                                    |
| 7 april      | Die Windows        | How Do You Do                                    |
| 14 april     | Die Windows        | How Do You Do                                    |
| 21 april     | Die Windows        | How Do You Do                                    |
| 28 april     | Die Windows        | How Do You Do                                    |
| 5 mei        | Die Windows        | How Do You Do                                    |
| 12 mei       | Die Windows        | How Do You Do                                    |
| 19 mei       | Juliane Werding    | Am Tag, als Conny Kramer starb                   |
| 26 mei       | Daniel Boone       | Beautiful Sunday                                 |
| 2 juni       | Christian Anders   | Es fährt ein Zug nach nirgendwo                  |
| 9 juni       | Daniel Boone       | Beautiful Sunday                                 |
| 16 juni      | Daniel Boone       | Beautiful Sunday                                 |
| 23 juni      | Daniel Boone       | Beautiful Sunday                                 |
| 30 juni      | Daniel Boone       | Beautiful Sunday                                 |
| 7 juli       | Christian Anders   | Es fährt ein Zug nach nirgendwo                  |
| 14 juli      | Bata Illic         | Michaela                                         |
| 21 juli      | T. Rex             | Metal Guru                                       |
| 28 juli      | Bata Illic         | Michaela                                         |
| 4 augustus   | Mouth & MacNeal    | Hello-a                                          |
| 11 augustus  | The Sweet          | Little Willy                                     |
| 18 augustus  | Mouth & MacNeal    | Hello-a                                          |
| 25 augustus  | Mouth & MacNeal    | Hello-a                                          |
| 1 september  | Mouth & MacNeal    | Hello-a                                          |
| 8 september  | Mouth & MacNeal    | Hello-a                                          |
| 15 september | Mouth & MacNeal    | Hello-a                                          |
| 22 september | Mouth & MacNeal    | Hello-a                                          |
| 29 september | Mouth & MacNeal    | Hello-a                                          |
| 6 oktober    | Hot Butter         | Popcorn                                          |
| 13 oktober   | Hot Butter         | Popcorn                                          |
| 20 oktober   | Hot Butter         | Popcorn                                          |
| 27 oktober   | The Sweet          | Wig-Wam Bam                                      |
| 3 november   | The Sweet          | Wig-Wam Bam                                      |
| 10 november  | The Sweet          | Wig-Wam Bam                                      |
| 17 november  | The Sweet          | Wig-Wam Bam                                      |
| 24 november  | The Sweet          | Wig-Wam Bam                                      |
| 1 december   | The Sweet          | Wig-Wam Bam                                      |
| 8 december   | The Sweet          | Wig-Wam Bam                                      |
| 15 december  | The Sweet          | Wig-Wam Bam                                      |
| 22 december  | Wums Gesang        | Ich wünsch' mir 'ne kleine Miezekatze            |
| 29 december  | Wums Gesang        | Ich wünsch' mir 'ne kleine Miezekatze            |